# オリオン座イータ星
オリオン座η星（オリオンざイータせい、η Ori, η Orionis）は、オリオン座の恒星で3等星。
オリオン座η星は、オリオンのベルトの少し西側、オリオン座δ星とリゲルの間にある。地球からは約1000光年離れ、オリオン腕の中に存在する。
四重星系であり、そのうち3つは望遠鏡で識別できる。主星は、3つの恒星からなる食連星である。これらの恒星は、8日間と9.2年間の周期で公転している。また、この中には約8時間の周期で脈動する変光星が含まれる。3つの恒星は、スペクトル分類が各々B1V、B3V、B2VのB型主系列星である。

## 名称
オーリーオーンの剣の鞘の位置に当たるため、アラビア語で剣を意味するサイフ(Saiph)、アラビア語で盾を意味するAlgjebbah、ラテン語で剣を意味するエンシス(Ensis)等の固有名を持つ。